# Bellezze sulla neve
Bellezze sulla neve è stato un programma televisivo andato in onda per due stagioni su Canale 5 tra il 1991 e il 1992.
Il programma è stato replicato più volte sull'emittente satellitare Happy Channel. La trasmissione ha anche vinto un Telegatto nel 1991 come Miglior trasmissione di giochi TV.

## Il programma
Il programma, ispirato al celebre Giochi senza frontiere della Rai, era la versione invernale del celebre Bellezze al bagno, in onda in Fininvest già dal 1989.

### Prima edizione
La prima edizione è andata in onda in prima serata dal 1º gennaio al 26 febbraio 1991 per 9 puntate.
Il programma andava in onda il martedì ed era condotto da Marco Columbro e Lorella Cuccarini con la partecipazione di Francesco Salvi, a cui era affidata la parte comica del varietà, e di Linda Lorenzi come valletta. Giudice di gara era l'autore Alvise Borghi.
La regia del programma era stata affidata a Beppe Recchia.
In onda da Madonna di Campiglio, in provincia di Trento, lo show si basava su giochi ambientati sulla neve (in luogo dei giochi acquatici della versione estiva) e della presenza di dodici bellezze, rinominate per questo programma scioline.
A giocare erano quattro squadre di diverse nazioni (Italia, Francia, Germania e Spagna) che provenivano dalle più rinomate località turistiche invernali dei rispettivi Paesi. 
Questo show fu anche il primo che vide Columbro e la Cuccarini insieme, un sodalizio che durerà per molti anni grazie alle conduzioni di fortunati programmi come Paperissima e Buona Domenica.
Il programma era curato da Fatma Ruffini, i testi erano di Tullio Ortolani, Roberto Tiraboschi e Dario Viola, le musiche erano della Brass Connection, la scenografia era realizzata da Egle Zanni, i costumi erano di Luca Sabatelli e Valentina Aurelio e le coreografie erano invece curate da Marco Garofalo.
La sigla di apertura era la canzone Ascolta il cuore, interpretata da Lorella Cuccarini mentre quella di chiusura era il brano Oh signorina, cantato dalla Cuccarini, Marco Columbro e Francesco Salvi.
Il programma ebbe molto successo, tanto da vincere, in quello stesso anno, il Telegatto come Miglior trasmissione di giochi in TV.

### Seconda edizione
La seconda edizione è andata in onda a partire dal 27 dicembre 1991 e terminò il 31 gennaio 1992, ed era trasmessa da Bormio, località sciistica della Valtellina.
Alla conduzione fu chiamato Claudio Lippi, coadiuvato da Sabrina Salerno e dal cabarettista Gianfranco Phino mentre la regia fu affidata a Riccardo Donna.
Il programma, in questa seconda annata, andava in onda il venerdì sera.
Tra le nazioni partecipanti ci fu il debutto dell'Austria, che prese il posto della Francia.
Gianfranco Phino prese il posto di Francesco Salvi per quanto riguardava la parte comica. Giudice di gara era l'ex calciatore Karl-Heinz Schnellinger.
Sabrina Salerno, ufficialmente co-presentatrice del varietà assieme a Lippi, partecipava sostanzialmente solo alla parte musicale della trasmissione, per fare promozione del suo nuovo album Over the Pop cantando, tra le altre, la canzone Love Dream, sigla di chiusura del programma (quella di apertura era invece un brano composto apposta per la trasmissione, intitolato proprio Bellezze sulla neve, cantato dalle scioline).
Questa edizione riscosse molto meno successo rispetto alla precedente (anche a causa della controprogrammazione di Rai 1, che in quell'anno trasmise Questa pazza pazza neve, una versione invernale di Giochi senza frontiere condotta da Ettore Andenna e Maria Teresa Ruta, e curiosamente disputata in parte in Valtellina, a Santa Caterina Valfurva) tant'è che in seguito a questa non ne furono prodotte altre stagioni.

## Edizioni, location e conduttori
| Edizione | Periodo                            | Puntate | Location             | Rete televisiva | Conduzione     | Conduzione        | Altri componenti del cast | Altri componenti del cast | Regia          |
| -------- | ---------------------------------- | ------- | -------------------- | --------------- | -------------- | ----------------- | ------------------------- | ------------------------- | -------------- |
| 1        | 1º gennaio - 26 febbraio 1991      | 9       | Madonna di Campiglio | Canale 5        | Marco Columbro | Lorella Cuccarini | Francesco Salvi           | Linda Lorenzi             | Beppe Recchia  |
| 2        | 27 dicembre 1991 - 31 gennaio 1992 | 6       | Bormio               | Canale 5        | Claudio Lippi  | Sabrina Salerno   | Gianfranco Phino          | Gianfranco Phino          | Riccardo Donna |

## Esportazione del format
Il programma, così come Bellezze al bagno era trasmesso dalle tre reti televisive estere di proprietà della Fininvest (rispettivamente La Cinq per la Francia, Tele 5 per la Germania e Telecinco per la Spagna) con propri conduttori, così come avveniva per Giochi senza frontiere.
A partire dalla seconda edizione, la Francia (a causa della crisi di La Cinq) venne sostituita dall'Austria (che mandava in onda la trasmissione su ORF), mentre in Germania il programma passò da Tele 5 (anch'essa entrata in crisi) a Sat.1.